# Mestosoma lugubre
Mestosoma lugubre är en mångfotingart som beskrevs av Filippo Silvestri 1897. Mestosoma lugubre ingår i släktet Mestosoma och familjen orangeridubbelfotingar. Inga underarter finns listade i Catalogue of Life.